# Линейни кораби тип „Фусо“
Фусо (на японски: 扶桑, на английски: Fusō) са серия линейни кораби на ВМС на Япония. Общо от проекта са построени 2 кораба: „Фусо“ (на японски: 扶桑, на английски: Fusō) и „Ямаширо“ (на японски: 山城, на английски: Yamashiro).

## История на създаването
Проектът за линейния кораб се основава на проекта за линейните крайцери от типа „Конго“, чертежите за които са получени от Англия. За сметка на намаляване на скоростта количеството на 14-дюймовите оръдия е увеличено от 8 на 12, а дебелината на броневия пояс е доведена до 12 дюйма. Линейните кораби от типа „Фусо“ са японският вариант на подобрените линкори от типа „Айрън Дюк“, те трябва да превъзхождат британците по въоръжение, скорост, далечина на плаване, имайки аналогична защита.

### Конструкция
Линейните кораби от типа „Фусо“ представляват типичният доютландски супердредноут, който по схемата на своята защита е близък на британските линкори.
Корабите от този тип имат дължина 192,024 метра между перпендикулярите, максималната дължина съставлява 205,130 метра. Ширината на кораба е 28,7 метра, газенето – 8,7. Водоизместимост 29 326 дълги тона – при стандартно натоварване, 30 600 дълги тона при нормално и 35 900 дълги тона при пълно натоварване. Корабите имат един балансирен рул. През 1915 г. екипажът на кораба се състои от 1198 матроса и офицера, а през 1935 г. от 1396 души. По време на Втората световна война екипажът на кораба се състои от 1800 – 1900 души.

### Енергетична установка
На линкорите е поставена четиривална паротурбинна установка с мощност от 40 000 к.с., състояща се от два комплекта турбоагрегати „Brown-Curtis“. Проектната скорост съставлява 22,5 възела.
Парата за турбините се изработва в двадесет и четири водотръбни котела със смесено отопление и тръбички голям диаметър конструкция на Миябара.
Запасът гориво съставлява 5020 т въглища и 1025 т нефт, което осигурява далечина на плаването от 8000 мили на 14-възлова скорост.
На изпитанията „Фусо“ развива ход от 23,3 възела при мощност 47 730 к.с. и водоизместимост 30 577 тона.

### Въоръжение
Главното въоръжение на линкорите се състои от дванадесет 356-мм оръдия Тип 41 с дължина на ствола 45 калибра. Те са разположени в 6 двуоръдейни кули. Теглото на оръдията със затвора е равно на 86,0 т. Масата на снаряда е 673,5 кг, началната скорост е 775 м/сек. Извивката на нарезката на стволете е постоянна, един оборот на 28 калибра. Ъглите на вертикално насочване са −5 / +25°. Далечината на стрелба при ъгъл на възвишение 20° съставя 22 500 м, 25 000 при 23°. Живучестта на ствола съставя около 280 изстрела с пълен заряд. През 30-е години е увеличен ъгълът на възвишение за 14-дюймовата корабна артилерия от 25 до 43° (досегаемост над 35 км за бронебойния снаряд от 673,5 кг).
Противоминната артилерия по калибър не се отличава от поставената на „Конго“: шестнадесет 152-мм оръдия с максимален ъгъл на възвишение 15 градуса в каземати и 76,2-мм/40 на надстройките. Но тридюймовките са с четири по-малко – дванадесет.
Корабите носят шест 533-мм подводни торпедни апарата.

### Бронева защита
Схемата на брониране повтаря приетата за първите японски дредноути. Главният брониран пояс има дебелина от 229 до 305 мм, към долния ръб изтъняващ до 102 мм, той защитава енергетичната установка и погребите. Над главния има горен пояс с дебелина 203 мм. Дебелината на бронята на главната палуба варира от 32 до 51 мм. Горната палуба, в района на цитаделата, има дебелина от 35 мм. Бронирането на кулите е 305 мм в челната част, 228,6 мм по бордовете на кулите и 114,5 мм покрив. Дебелината на барбетите на кулите на главния калибър достига 305 мм, на местата, които се прикриват едно друго бронята изтънява до 203 мм. Казематите на 152-мм оръдия са защитени от 152-мм плочи броня. Рубката е защитена от 351 мм броня. На линкора има 737 херметични отсека (574 под броневата палуба, 163 – над нея), което му позволява да съхранява плаваемост в случай на повреди. Общото тегло на бронята съставлява 8588 тона или 28% от нормалната водоизместимост.
По време на своята първа реконструкция бронята на „Фусо“ е съществено усилена. Палубната броня е увеличена до максималната дебелина 114 мм. Надлъжни прегради от високоякостна стомана с дебелина 76 мм са добавени за подобряване на подводната защита.

### Авиационно въоръжение
Линкорите от типа „Фусо“ са снабдени с площадка за излитане на самолети, монтирана върху кула №2 през 1924 г. В хода на първия етап от модернизацията на линкорите площадката е преместена на покрива на кула №3. Предполага се базирането на 3 самолета, макар корабите да нямат самолетен хангар.
Изначално на корабите са базирани бипланите Накаджима E4N2, през 1938 г. те са заменени с Накаджима E8N2. В хода на втория етап на модернизацията от 1940 – 1941 г. на кърмата на кораба е поставен нов катапулт и са подобрени условията за базиране на самолетите. От 1942 г. линкорът „Фусо“ получава новия биплан Mitsubishi F1M вместо Накаджима E8N2.

## Модернизации
Скоро след Първата световна война са свалени 76,2-мм противоминни оръдия и са поставени четири 76-мм зенитки.
В периода 1923 – 1924 г. двата линкора преминават през първата си модернизация. Размерите на носовата надстройка е увеличена, последната, със своите очертания, започва да прилича на главната кула на японски замък. На самия ѝ връх е разположен КДП с 8 м далекомер, всички кули на главния калибър също са снабдени с 6 м далекомери.
В хода на модернизацията от 1930 – 1933 г. надстройката на линкорите е увеличена, поставена е фокмачта. Задната надстройка е преустроена за разполагане на 127-милиметрови зенитни оръдия и са поставени допълнителни постове за управлението на огъня. На „Фусо“ и „Ямаширо“ е преустроена и подводната част – увеличени са противоторпедните були за подобряване на подводната защита и за компенсиране на теглото на допълнителното оборудване и снаряжение. От април 1930 до май 1933 г. „Фусо“ преминава втора, по-обширна модернизация. Тя преминава на два етапа: отначало в Йокосука, а от септември 1932 г. – в Куре. Старата силова установка е заменена с много по-мощна (четири турбозъбчати агрегата, шест парни котли „Kampon“, 75 000 к.с.). Тя се оказва почти с 2000 т по-лека и заема по-малко място, което позволява да се премахне първия комин. Спечелената маса е отделена за усилване на палубната броня до 97 мм.
Противоторпедната защита е подобрена за сметка на оборудването на нова противоторпедна преграда с дебелина 37 – 63 мм и поставяне на бордови були, които увеличават ширината на корпуса по водолинията от 28,7 до 30,6 м. Заради поставените були всички подводни торпедни апарати са демонтирани.
Ъгълът на възвишение на оръдията на главния калибър е увеличен до 43°, а на противоминния калибър до 30°. Числото на 152-мм оръдия е съкратено до 14. 76-мм зенитки са заменени с четири сдвоени 127-мм/40 установки и няколко 13,2
мм картечници. На покрива на третата кула е монтиран катапулт за пуск на хидросамолети.
В хода на втория етап от реконструкцията през 1934 – 1935 г. подводната част е разширена, а кърмата е удължена със 7,62 м. Тези изменения увеличават общата дължина на кораба до 212,75 метра, а ширината до 33,1 м. Водоизместимостта на линкорите в процеса на модернизациите се увеличава почти с 4000 тона и съставя 39 154 дълги тона (39 782 т) при пълно натоварване.

## Представители на проекта
| Название  | Мястото на построяването                   | Заложен            | Спуснат на вода   | Влизане в строй   | Съдба |
| --------- | ------------------------------------------ | ------------------ | ----------------- | ----------------- | --- |
| „Фусо“    | Военноморска корабостроителница в Куре     | 11 март 1912 г.    | 28 март 1914 г.   | 8 ноември 1915 г. | Потопен на 25 октомври 1944 г. в нощен бой с шест американски линкора в пролива Суригао                         |
| „Ямаширо“ | Военноморска корабостроителница в Йокосука | 20 ноември 1912 г. | 3 ноември 1915 г. | 31 март 1917 г.   | Потопен на 25 октомври 1944 г. в нощен бой с шест американски линкора в пролива Суригао – взривява се и потъва. |

## Оценка на проекта
За японския флот към момента на въвеждането в строй на 356-мм линкори основният потенциален противник са САЩ.
Японските кораби имат видимо по-големи размери, макар водоизместимостта им да се различава с малко – за сметка на много по-пълните обводи на американските линкори. Основното въоръжение на корабите е числено идентично или почти идентично: дванадесет 356-мм оръдия при „японците“ против десет 356-мм за корабите от тип „Ню Йорк“ и „Невада“ и 12 356-мм за типа „Пенсилвания“. Японските куполни установки са развитие на английския образец и в службата си се проявяват положително.
Обаче разположението на артилерията при американските линкори, започвайки от типа „Невада“, е по-удачно, осигуряващо максимални ъгли на обстрел при минимална дължина на цитаделата, което позволява да се икономисва тегло и защитата на цитаделата да е с по-дебела, отколкото при японците, броня. Самите оръдия, до това преди американците да модернизират своите оръдия, са по-добри при японците – те имат по-голяма далечина и по-висока кучност. По време на Първата световна война японските снаряди са по-добрите.
Противоторпедната защита на корабите „Ню Йорк“ и „Невада“ е по-зле, отколкото на „Фусо“, но благодарение на значителната ширина, пълните обводи и щателното разделение на отсеци тези американски линкори по непотопимост са примерно еквивалентни на японците. „Пенсилвания“ пък има доста солидна противоторпедна защита, като минимум не отстъпваща на традиционно прославените германски системи и превъзхождаща всички други чуждестранни аналози.
Като резултат може да се каже, че линкорите тип „Фусо“, по своите бойни възможности, превъзхождат „Ню Йорк“. Линкорите от типа „Невада“, благодарение на новата система на защита, компенсираща японското преимущество от две оръдия на главния калибър, изглеждат примерно равноценни. Корабите пък от типа „Пенсилвания“ обладават явно преимущество. Японците имат тактическо преимущество по скорост и далекобойност на оръдията. Защитата на „Невада“ и „Пенсилвания“ е по-добре приспособена за очакваните в Тихия океан условия на бой (от големи дистанции при добра видимост), отколкото тази на японските им опоненти.
| Сравнителни характеристики на линейни кораби | Сравнителни характеристики на линейни кораби | Сравнителни характеристики на линейни кораби | Сравнителни характеристики на линейни кораби | Сравнителни характеристики на линейни кораби | Сравнителни характеристики на линейни кораби | Сравнителни характеристики на линейни кораби | Сравнителни характеристики на линейни кораби |
| -------------------------------------------- | -------------------------------------------- | -------------------------------------------- | -------------------------------------------- | -------------------------------------------- | -------------------------------------------- | -------------------------------------------- | -------------------------------------------- |
|                                              | „Куин Eлизабет“                              | „Кьониг“                                     | „Кавачи“                                     | „Фусо“                                       | „Ню Йорк“                                    | „Севастопол“                                 | „Бретан“                                     |
| Година на залагане                           | 1913                                         | 1911                                         | 1910                                         | 1912                                         | 1911                                         | 1909                                         | 1912                                         |
| Година на влизане в строй                    | 1915                                         | 1914                                         | 1912                                         | 1915                                         | 1914                                         | 1914                                         | 1916                                         |
| Водоизместимост нормална, т                  | 29 200                                       | 25 390                                       | 21 156                                       | 30 600                                       | 27 432                                       | 23 288                                       | 23 230                                       |
| Пълна, т                                     | 33 020                                       | 29 200                                       | 23 266                                       | 35 900                                       | 28 820                                       | 25 850                                       | 25 800                                       |
| Номинална мощност на СУ, к.с.                | 56 000                                       | 25 000                                       | 26 500                                       | 40 000                                       | 28 100                                       | 42 000                                       | 29 000                                       |
| Скорост, възела                              | 23                                           | 21                                           | 20                                           | 22,5                                         | 21                                           | 23                                           | 20,5                                         |
| Далечина, мили (на скорост, възела)          | 5000 (12)                                    | 6800 (12)                                    | 2700 (18)                                    | 8000 (14)                                    | 7684 (12)                                    | 4000 (13)                                    | 4700 (10)                                    |
| Брониране, мм                                |                                              |                                              |                                              |                                              |                                              |                                              |                                              |
| Пояс                                         | 330                                          | 350                                          | 305                                          | 305                                          | 305                                          | 225                                          | 270                                          |
| Кули, чело                                   | 330                                          | 300                                          | 280                                          | 305                                          | 356                                          | 203                                          | 300                                          |
| Барбети                                      | 254                                          | 300                                          | 280                                          | 305 – 203                                    | 254                                          | 150                                          | 270                                          |
| Рубка                                        | 280                                          | 350                                          | 254                                          | 305                                          | 305                                          | 254                                          | 300                                          |
| Палуба                                       | 95 – 70                                      | 100 – 60                                     | 30                                           | 76 – 32                                      | 63 – 35                                      | 37+25                                        | 85                                           |
| Въоръжение                                   |                                              |                                              |                                              |                                              |                                              |                                              |                                              |
| Главен калибър                               | 4×2×381 мм/42                                | 5×2×305/50                                   | 2×2×305/50 4×2×305/45                        | 6×2×356 мм/45                                | 5×2×356 мм/45                                | 4×3×305/52                                   | 5×2×340/45                                   |
| Спомагателен                                 | 16×152 мм/45 2×76 мм                         | 14×150 мм/45 10×88 мм/45                     | 10×1×152 8×1×120 12×1×76                     | 16×152 мм/50 4×76 мм                         | 21×1×127/51                                  | 16×120/50 4×1 47                             | 22×1×138/55 5×1 47-мм                        |
| Торпедно въоръжение                          | 4×533 мм ТА                                  | 5×500 мм ТА                                  | 5×457 мм ТА                                  | 6×533 мм ТА                                  | 4×533 мм ТА                                  | 4 ТА                                         | 4 ТА                                         |